# Opopaea
Opopaea es un género de arañas araneomorfas de la familia Oonopidae. Incluye 180 especies aceptadas.

## Especies
- Opopaea aculeata Baehr & Harvey, 2013
- Opopaea acuminata Baehr, 2013
- Opopaea addsae Baehr & Harvey, 2013
- Opopaea alje Saaristo & Marusik, 2008
- Opopaea ameyi Baehr, 2013
- Opopaea amieu Baehr, 2013
- Opopaea andranomay Andriamalala & Hormiga, 2013
- Opopaea andringitra Andriamalala & Hormiga, 2013
- Opopaea ankarafantsika Andriamalala & Hormiga, 2013
- Opopaea ankarana Andriamalala & Hormiga, 2013
- Opopaea antoniae Baehr, 2013
- Opopaea antsalova Andriamalala & Hormiga, 2013
- Opopaea antsiranana Andriamalala & Hormiga, 2013
- Opopaea apicalis (Simon, 1893)
- Opopaea aurantiaca Baehr & Harvey, 2013
- Opopaea auriforma Tong & Li, 2013
- Opopaea banksi (Hickman, 1950)
- Opopaea batanguena Barrion & Litsinger, 1995
- Opopaea bemaraha Andriamalala & Hormiga, 2013
- Opopaea bemarivo Andriamalala & Hormiga, 2013
- Opopaea berenty Andriamalala & Hormiga, 2013
- Opopaea berlandi (Simon & Fage, 1922)
- Opopaea betioky Andriamalala & Hormiga, 2013
- Opopaea bicolor Baehr, 2013
- Opopaea billroth Baehr & Harvey, 2013
- Opopaea botswana Saaristo & Marusik, 2008
- Opopaea brisbanensis Baehr, 2013
- Opopaea broadwater Baehr, 2013
- Opopaea burwelli Baehr, 2013
- Opopaea bushblitz Baehr, 2013
- Opopaea calcaris Baehr, 2013
- Opopaea callani Baehr & Harvey, 2013
- Opopaea calona Chickering, 1969
- Opopaea carnarvon Baehr, 2013
- Opopaea carteri Baehr, 2013
- Opopaea chrisconwayi Baehr & Harvey, 2013
- Opopaea concolor (Blackwall, 1859)
- Opopaea conujaingensis (Xu, 1986)
- Opopaea cornuta Yin & Wang, 1984
- Opopaea cowra Baehr & Harvey, 2013
- Opopaea deserticola Simon, 1891
- Opopaea diaolaushan Tong & Li, 2010
- Opopaea douglasi Baehr, 2013
- Opopaea durranti Baehr & Harvey, 2013
- Opopaea ectognophus Harvey & Edward, 2007
- Opopaea ephemera Baehr, 2013
- Opopaea euphorbicola Strand, 1909
- Opopaea exoculata Baehr & Harvey, 2013
- Opopaea fiji Baehr, 2013
- Opopaea fishriver Baehr, 2013
- Opopaea flabellata Tong & Li, 2013
- Opopaea flava Baehr & Harvey, 2013
- Opopaea floridana (Banks, 1896)
- Opopaea foulpointe Andriamalala & Hormiga, 2013
- Opopaea foveolata Roewer, 1963
- Opopaea fragilis Baehr & Harvey, 2013
- Opopaea framenaui Baehr & Harvey, 2013
- Opopaea furcula Baehr & Harvey, 2013
- Opopaea gabon Saaristo & Marusik, 2008
- Opopaea gaborone Saaristo & Marusik, 2008
- Opopaea gerstmeieri Baehr, 2013
- Opopaea gibbifera Tong & Li, 2008
- Opopaea gilliesi Baehr, 2013
- Opopaea goloboffi Baehr, 2013
- Opopaea gracilis Baehr & Harvey, 2013
- Opopaea gracillima Baehr & Harvey, 2013
- Opopaea harmsi Baehr & Harvey, 2013
- Opopaea hawaii Baehr, 2013
- Opopaea hoplites (Berland, 1914)
- Opopaea ita Ott, 2003
- Opopaea itampolo riamalala & Hormiga, 2013
- Opopaea johannae Baehr & Harvey, 2013
- Opopaea johardingae Baehr, 2013
- Opopaea jonesae Baehr, 2013
- Opopaea julianneae Baehr & Ott, 2013
- Opopaea kanpetlet Tong & Li, 2020
- Opopaea kirindy Andriamalala & Hormiga, 2013
- Opopaea kulczynskii (Berland, 1914)
- Opopaea lambkinae Baehr, 2013
- Opopaea lebretoni Baehr, 2013
- Opopaea leica Baehr, 2013
- Opopaea leichhardti Baehr, 2013
- Opopaea lemniscata Tong & Li, 2013
- Opopaea linea Baehr, 2013
- Opopaea lingua Saaristo, 2007
- Opopaea macula Tong & Li, 2013
- Opopaea magna Baehr, 2013
- Opopaea mahafaly Andriamalala & Hormiga, 2013
- Opopaea makadara Tong & Li, 2019
- Opopaea manderano Andriamalala & Hormiga, 2013
- Opopaea manongarivo Andriamalala & Hormiga, 2013
- Opopaea marangaroo Baehr & Harvey, 2013
- Opopaea margaretehoffmannae Baehr & Smith, 2013
- Opopaea margaritae (Denis, 1947)
- Opopaea maroantsetra Andriamalala & Hormiga, 2013
- Opopaea martini Baehr, 2013
- Opopaea mattica Simon, 1893
- Opopaea mcleani Baehr, 2013
- Opopaea media Song & Xu, 1984
- Opopaea meditata Gertsch & Davis, 1936
- Opopaea michaeli Baehr & Smith, 2013
- Opopaea millbrook Baehr, 2013
- Opopaea milledgei Baehr, 2013
- Opopaea millstream Baehr & Harvey, 2013
- Opopaea mollis (Simon, 1907)
- Opopaea monteithi Baehr, 2013
- Opopaea mundy Baehr, 2013
- Opopaea nadineae Baehr & Harvey, 2013
- Opopaea namoroka Andriamalala & Hormiga, 2013
- Opopaea ndoua Baehr, 2013
- Opopaea ngangao Tong & Li, 2019
- Opopaea ngulia Tong & Li, 2019
- Opopaea nibasa Saaristo & van Harten, 2006
- Opopaea nitens Baehr, 2013
- Opopaea olivernashi Baehr, 2011
- Opopaea ottoi Baehr, 2013
- Opopaea palau Baehr, 2013
- Opopaea pallida Baehr & Harvey, 2013
- Opopaea pannawonica Baehr & Ott, 2013
- Opopaea phineus Harvey & Edward, 2007
- Opopaea pilbara Baehr & Ott, 2013
- Opopaea plana Baehr, 2013
- Opopaea platnicki Baehr, 2013
- Opopaea plumula Yin & Wang, 1984
- Opopaea preecei Baehr, 2013
- Opopaea probosciella Saaristo, 2001
- Opopaea proserpine Baehr, 2013
- Opopaea punctata (O. P.-Cambridge, 1872)
- Opopaea raveni Baehr, 2013
- Opopaea rigidula Tong & Li, 2013
- Opopaea rixi Baehr & Harvey, 2013
- Opopaea robusta Baehr & Harvey, 2013
- Opopaea rogerkitchingi Baehr, 2011
- Opopaea rugosa Baehr & Ott, 2013
- Opopaea saaristoi Wunderlich, 2011
- Opopaea sallami Saaristo & van Harten, 2006
- Opopaea sanaa Saaristo & van Harten, 2006
- Opopaea sandranantitra Andriamalala & Hormiga, 2013
- Opopaea santschii Brignoli, 1974
- Opopaea sanya Tong & Li, 2010
- Opopaea sauteri Brignoli, 1974
- Opopaea sedata Gertsch & Mulaik, 1940
- Opopaea semilunata Tong & Li, 2013
- Opopaea shanasi Saaristo, 2007
- Opopaea sheldrick 	Tong & Li, 2019
- Opopaea silhouettei (Benoit, 1979)
- Opopaea simoni (Berland, 1914)
- Opopaea simplex Baehr, 2013
- Opopaea sown Baehr, 2013
- Opopaea speciosa (Lawrence, 1952)
- Opopaea speighti Baehr, 2013
- Opopaea spinosa Saaristo & van Harten, 2006
- Opopaea spinosiscorona Ranasinghe & Benjamin, 2018
- Opopaea sponsa Brignoli, 1978
- Opopaea stanisici Baehr, 2013
- Opopaea stevensi Baehr, 2013
- Opopaea striata Baehr, 2013
- Opopaea sturt Baehr, 2013
- Opopaea subtilis Baehr & Harvey, 2013
- Opopaea sudan Saaristo & Marusik, 2008
- Opopaea suelewisae Baehr & Smith, 2013
- Opopaea suspecta Saaristo, 2002
- Opopaea syarakui (Komatsu, 1967)
- Opopaea sylvestrella Baehr & Smith, 2013
- Opopaea tenuis Baehr, 2013
- Opopaea torotorofotsy Andriamalala & Hormiga, 2013
- Opopaea touho Baehr, 2013
- Opopaea triangularis Baehr & Harvey, 2013
- Opopaea tsimaloto Andriamalala & Hormiga, 2013
- Opopaea tsimembo Andriamalala & Hormiga, 2013
- Opopaea tsingy Andriamalala & Hormiga, 2013
- Opopaea tsijoriaky Andriamalala & Hormiga, 2013
- Opopaea tuberculata Baehr, 2013
- Opopaea tumida Tong & Li, 2013
- Opopaea ulrichi Baehr, 2013
- Opopaea ursulae Baehr, 2013
- Opopaea viamao Ott, 2003
- Opopaea vitrispina Tong & Li, 2010
- Opopaea vohibazaha Andriamalala & Hormiga, 2013
- Opopaea wheelarra Baehr & Ott, 2013
- Opopaea whim Baehr & Harvey, 2013
- Opopaea wongalara Baehr, 2013
- Opopaea wundanyi Tong & Li, 2019
- Opopaea yorki Baehr, 2013
- Opopaea yukii Baehr, 2013
- Opopaea zhengi Tong & Li, 2013
- Opopaea zhigangi Tong & Li, 2020